# Slovenský kopov
Der Slowakische Laufhund slovenský kopov ist eine von der FCI anerkannte Hunderasse aus der Slowakei (FCI-Gruppe 6, Sektion 1.2, Standard Nr. 244).

## Herkunft und Geschichtliches
Nach dem Zweiten Weltkrieg organisierten sich Jäger aus dem Bereich Slowakei und Tschechien, um die vorhandenen Hunde in eine Reinzucht zu führen. Ziel war die Zucht eines robusten, orientierungssicheren Jagdhundes für die Jagd auf Schwarz- und Raubwild in schwierigem Gelände.

## Beschreibung
Auf den ersten Blick könnte man die Schwarzwildbracke für einen Dobermannmischling halten. Trotz seiner offensichtlichen Ähnlichkeit spielte der Dobermann beim Zuchtaufbau keine Rolle. Die Ähnlichkeit begründet sich auf den leichten und hochbeinigen Bau, der Farbe des kurzhaarigen Fells, das in der Regel schwarz ist mit mahagonifarbenem bis rotem Brand oder Abzeichen. Der bis zu 45 (Hündin) bzw. 50 (Rüde) cm große und 20 kg schwere Hund ist verwandt mit den benachbarten österreichischen und deutschen Bracken des Alpengebiets. Das Haar ist 2 bis 5 cm lang, mittelmäßig derb, anliegend und dicht. Die Ohren sind oberhalb der Augenlinie angesetzt, am Kopf flach anliegend, unten abgerundet, mittellang, schwarz mit braunen bis mahagonifarbenen Abzeichen an den Gliedmaßen.
Durchschnittlich wird der Jagdhund 13 Jahre alt.

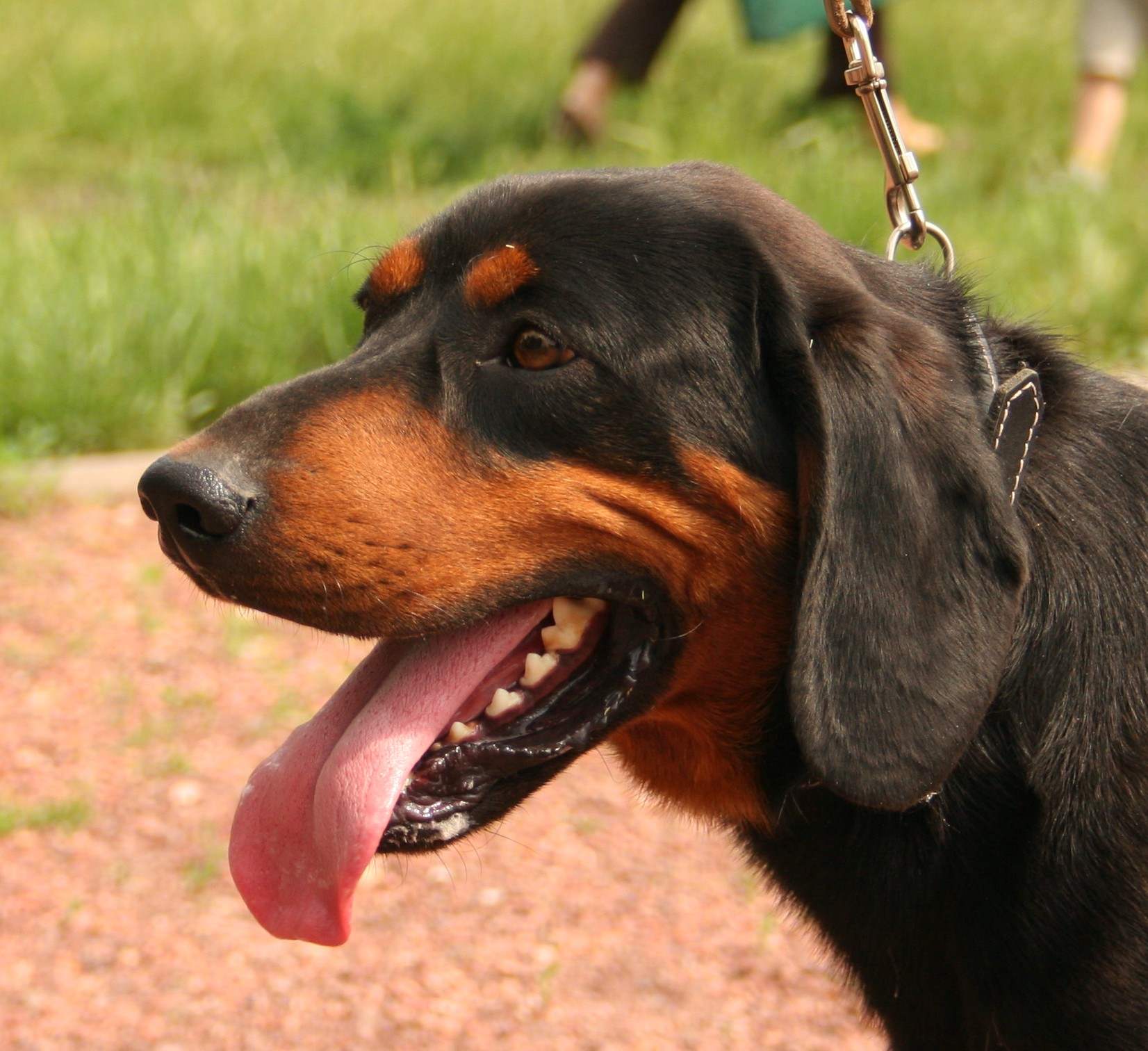
Slowakischer Jagdhund

## Wesen
Lebhafter, temperamentvoller Hund. Wendig, wildhart und ausdauernd – aufgrund seiner eigensinnigen, selbständigen Arbeitsweise nicht immer führig. Sehr familienfreundlich und kinderlieb. Die Hunde werden in Deutschland sehr erfolgreich für die Bejagung der teilweise ausufernden Schwarzwildbestände eingesetzt.
Er ist einer der besten Laufhunde seiner Gattung. Auf Grund seiner Beständigkeit und Selbstständigkeit kann es vorkommen, dass der Jagdhund auch entläuft. Für die Erziehung dieser Hunderasse braucht es Geduld und Beständigkeit sowie eine strenge und konsequente Einhaltung der Regeln ohne Härte. Ansonsten reagiert er schnell stur und verweigert.

## Verwendung
Vorrangig zur Jagd auf Schwarzwild und Raubzeug gezüchteter Jagdhund.